# Секо-тенгах
Секо-тенгах (индон. Bahasa Seko Tengah) — один из австронезийских языков, распространён на острове Сулавеси — на севере провинции Южный Сулавеси (Индонезия).
По данным Ethnologue, количество носителей данной группы языков составляло примерно 2,5 тыс. чел. в 1987 году.
Степень лексического сходства с языками секо-паданг и панасуан — 71% и 67% соответственно.